# تیل شوایگر
تیل شوایگر (به آلمانی: Til Schweiger) (زاده ۱۹ دسامبر ۱۹۶۳) بازیگر آلمانی است. از فیلم‌های معروف او می‌توان به بازی در فیلم سه تفنگدار، این یعنی جنگ اشاره کرد. شوایگر کارگردان، تهیه‌کننده و بازیگر است اولین فعالیت او مربوط به فیلم تق تق در بهشت برای سال ۱۹۹۷ است. همچنین کارگردانی و Der Eisbär (خرس قطبی) در سال ۱۹۹۸ بود. اولین جایزه بامبی برای Barfuss (پابرهنه) در سال ۲۰۰۵ به دست آورد، که او نویسندگی، کارگردانی، برندهٔ جایزه شد.
از فیلم‌های معروف او می‌توان به بازی در فیلم‌های سه تفنگدار، راندن، بلوند اتمی، بوسه یهودا، در دستان دشمن، بررسی رابطه جنسی و ذهن سفید اشاره کرد.

## Kokowääh ها
فیلم Kokowääh در فوریهٔ ۲۰۱۱ در سینمای آلمان عرضه شد. دختر ستاره اما شوایگر (که دخترش است)، او فیلم را نیز کارگردانی کرده و نویسنده اش خودش بوده شوایگر در سال‌های بعد فیلمی موفق با عنوان Kokowääh 2 ساخت و دخترش که ۲ سال بزرگتر شده بود کنار او بازی کرد. این فیلم در تاریخ ۷ فوریه ۲۰۱۳. منتشر شد. در سال ۲۰۱۲ شوایگر، یک فیلم در کنار لونا دختر خود را به نام Schutzengel بازی کرد.

## تلویزیون
او برای اولین بار به عنوان یک بازیگر در سال ۱۹۸۹ در مجموعه تلویزیونی "Lindenstraße" ظاهر شد. از جمله کارهای او در تلویزیون می‌توان به: اشپیگل bewegte مان (شاید، شاید نه)، داس‌ها رزماری (یک دختر به نام رزماری)، حرامزاده (Bandyta)، انفجار بوم بنگ، گراس اشپیگل Bagarozy (شیطان و خانم)، قدح بود، brennt WENN (چه کار باید در مورد آتش؟)، دالتون ها در نقش لوک خوش شانس، سرخ بارون، Phantomschmerz (درد فانتوم)، Männerherzen، و دیگران اشاره کرد.

## دیگر فیلم ها (بین‌المللی)
شوایگر از نیز به عنوان بازیگر نقش مکمل مرد در فیلم‌های آمریکایی، از جمله در حال حاضر مرده، شاه آرتور، در دست دشمن ظاهر شده‌است، شعبده بازان، مهاجم مقبره: گهواره زندگی، رانده، SEC پانک !، بررسی جنسیت، جو و حداکثر، قاتلان جایگزین و شب جدید سال است. شوایگر پس از آن در محصولات ایالات متحده پیک با میکی، این به این معنی جنگ در سال (۲۰۱۲)، در مرگ لازم از چارلی کانتریمن، با شیعه LaBeouf، در میان دیگران ظاهر شد، با کریس پاین و ریس ویترسپون و اخیراً در سال ۲۰۱۳ به عنوان دارکو هم فیلم بازی کرده.
| سال       | شبکهٔ منتشر کرده        | نقش             | جایزه  |
| --------- | ---------------------- | --------------- | ------ |
| ۱۹۸۹–۱۹۹۲ | Lindenstraße           | (Jo Zenker)     | نداشته |
| ۱۹۹۴–۱۹۹۶ | Die Kommissarin        | (Nick Siegel)   | نداشته |
| ۱۹۹۶      | A Girl Called Rosemary | (Nadler)        | نداشته |
| ۱۹۹۶      | Adrenalin              | (Stefan Renner) | نداشته |
| ۱۹۹۶      | Die Halbstarken        | (Freddy)        | نداشته |